# Kreuzgasse (Bern)

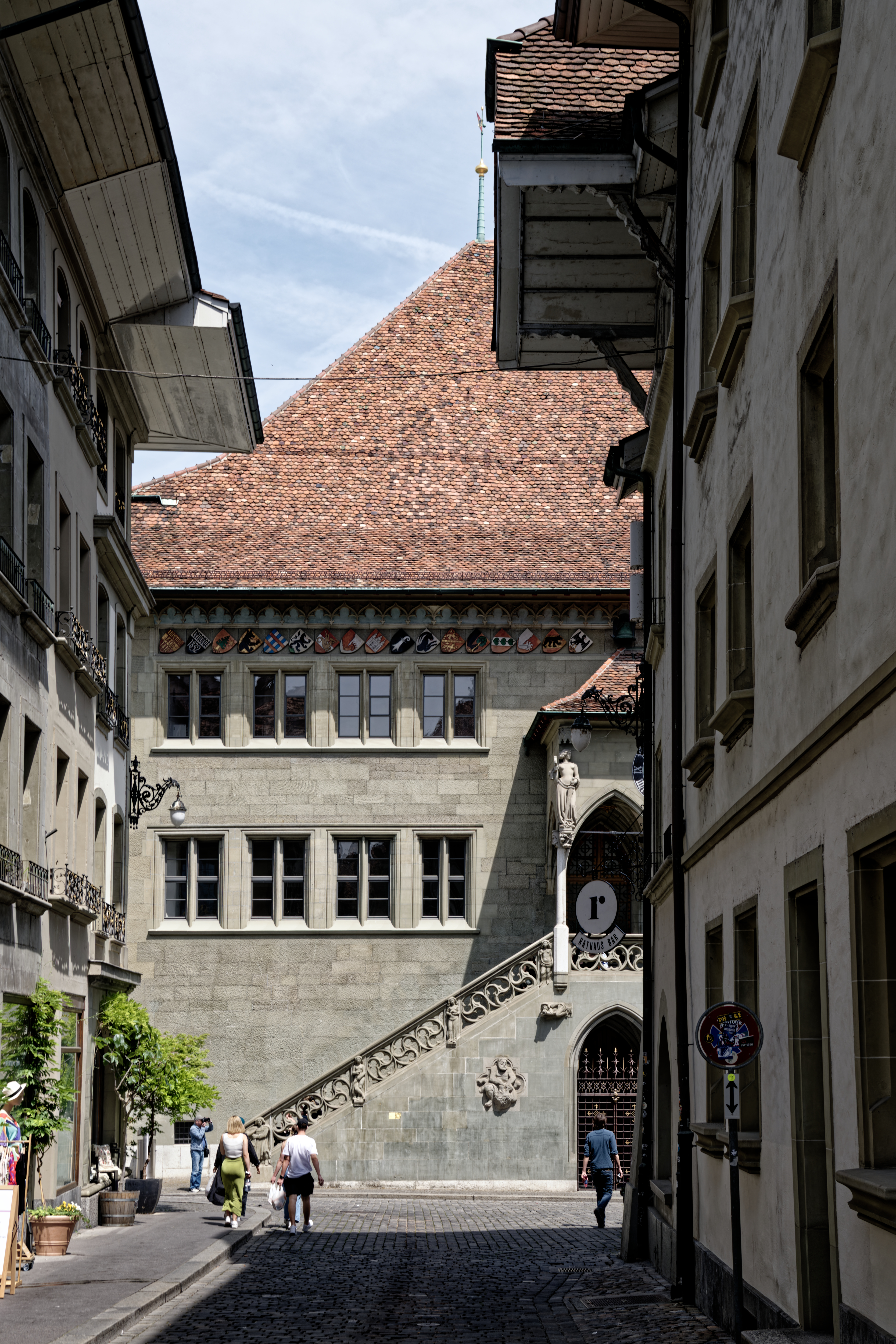
Blick von der Kreuzgasse auf das Berner Rathaus (2023)

Die Kreuzgasse ist eine kleine Verbindungsgasse in der Altstadt von Bern in der Schweiz. Sie verbindet das Rathaus mit dem Münster an der Grenze zwischen dem Weissen und Grünen Quartier.

## Lage
Die Kreuzgasse mündet im Norden in den Rathausplatz, kreuzt die Gerechtigkeitsgasse und Kramgasse beim Kreuzgassbrunnen, und trifft im Süden beim Münster auf die  Junkerngasse und Münstergasse.

## Geschichte

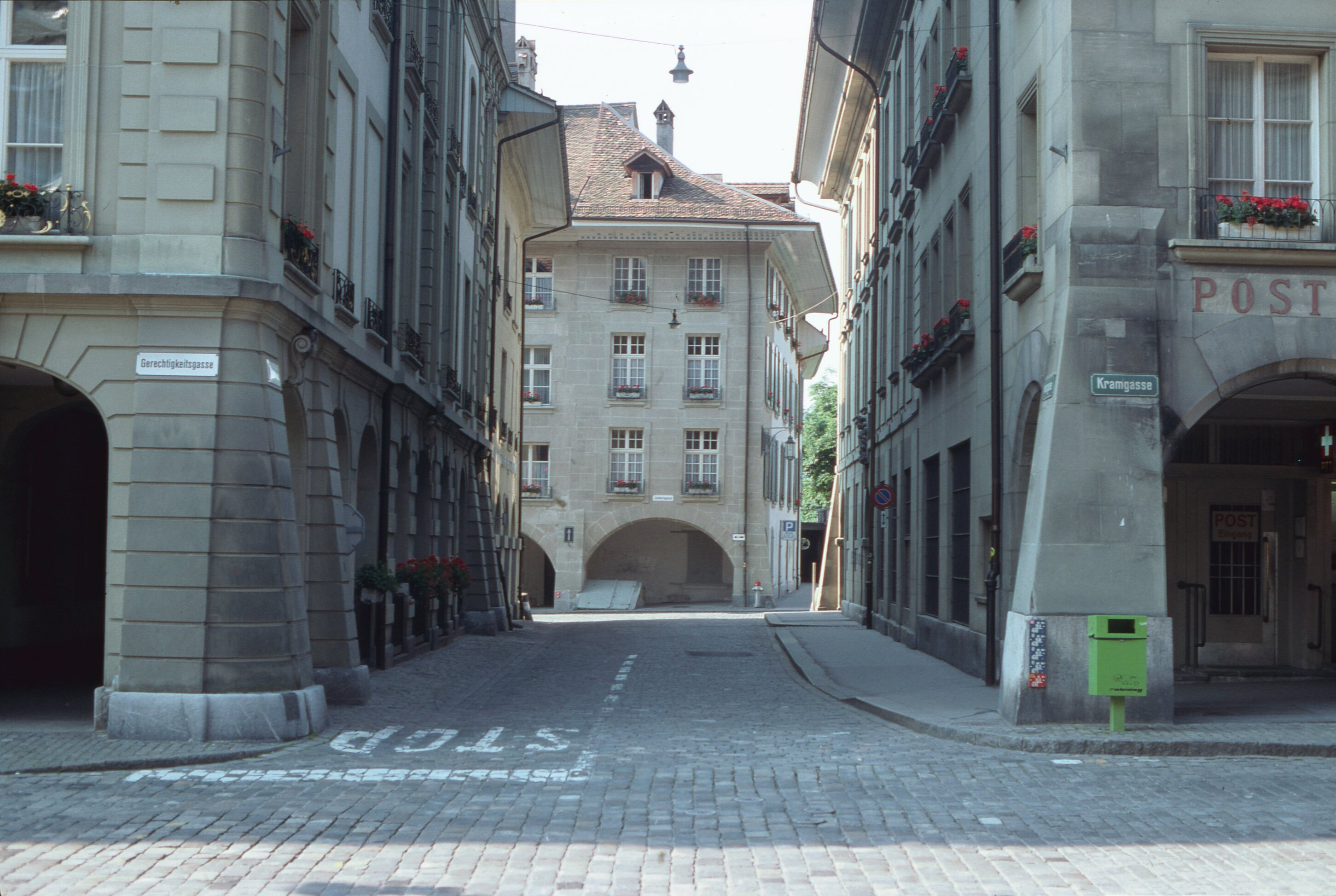
Die Gasse Richtung Münster, mit Gerechtigkeitsgasse (links, weisses Strassenschild) und Kramgasse (rechts, grünes Schild), 1988

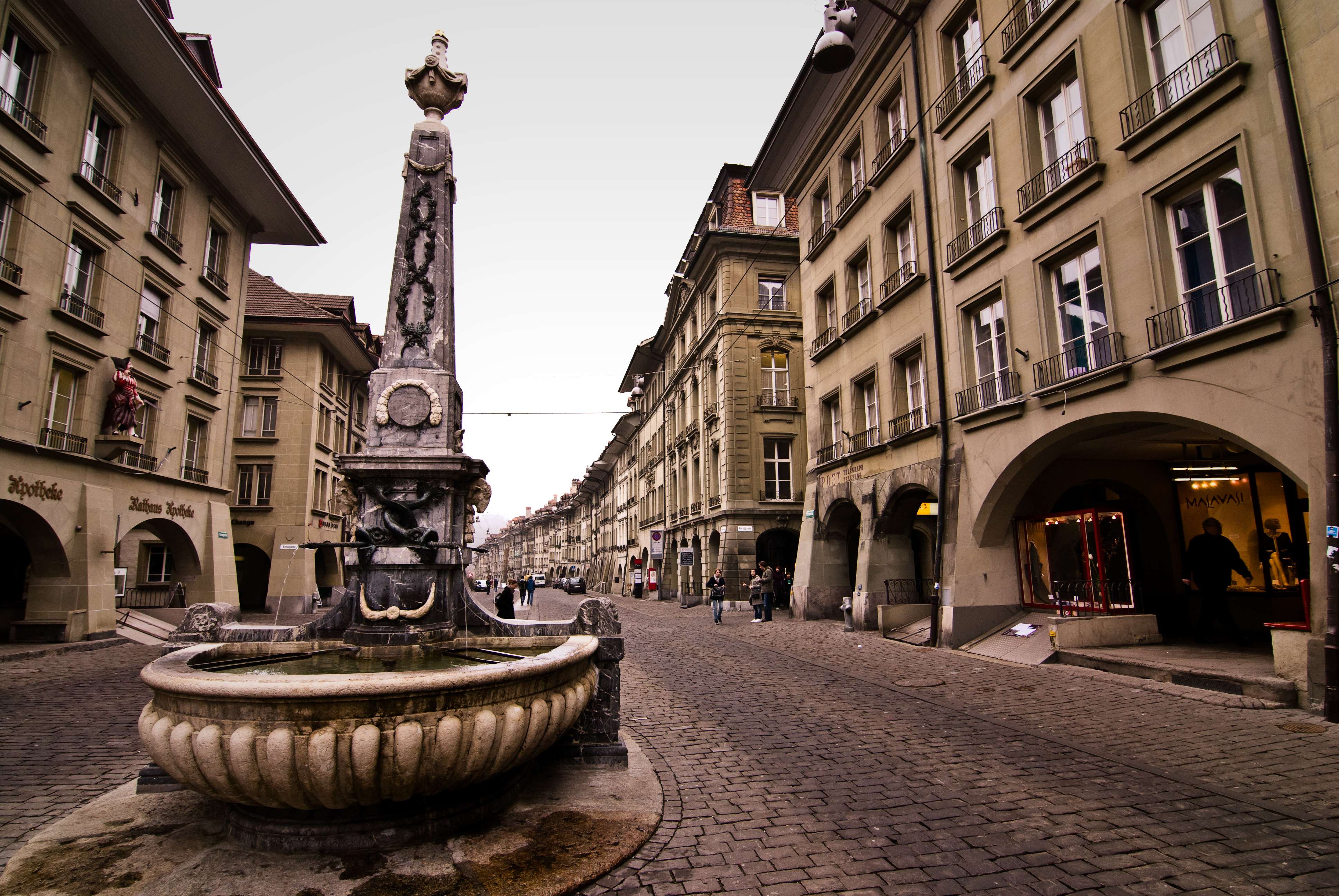
Kreuzgassbrunnen an der Kramgasse, mit Gerechtigkeitsgasse im Hintergrund, abgehend links und rechts die Kreuzgasse (2011)

Im 14. Jahrhundert war die heutige Chrützgasse platzartig erweitert und diente als Hauptplatz der Stadt. Hier war damals der Sammelplatz der Mannschaft bei Auszügen oder drohender Kriegsgefahr sowie auch die Stelle, wo der Schultheiss zu Gericht sass. In der Mitte des Platzes stand dabei der Richterstuhl, und an der Pfeilerecke des ehemaligen Wirtshauses Zur Waage war der Pranger angebracht.
Die Kreuzgasse war und ist auch Namensgeber des jeweils in unmittelbarer Nähe – ehemals ganz oben in der Gerechtigkeitsgasse oder in neuerer Zeit ganz unten in der Kramgasse – stehenden Kreuzgassbrunnens.
Der nördliche Teil der Gasse hiess früher Rathausgasse (Die spätere Rathausgasse trug bis 1971 den Namen Metzgerngasse).

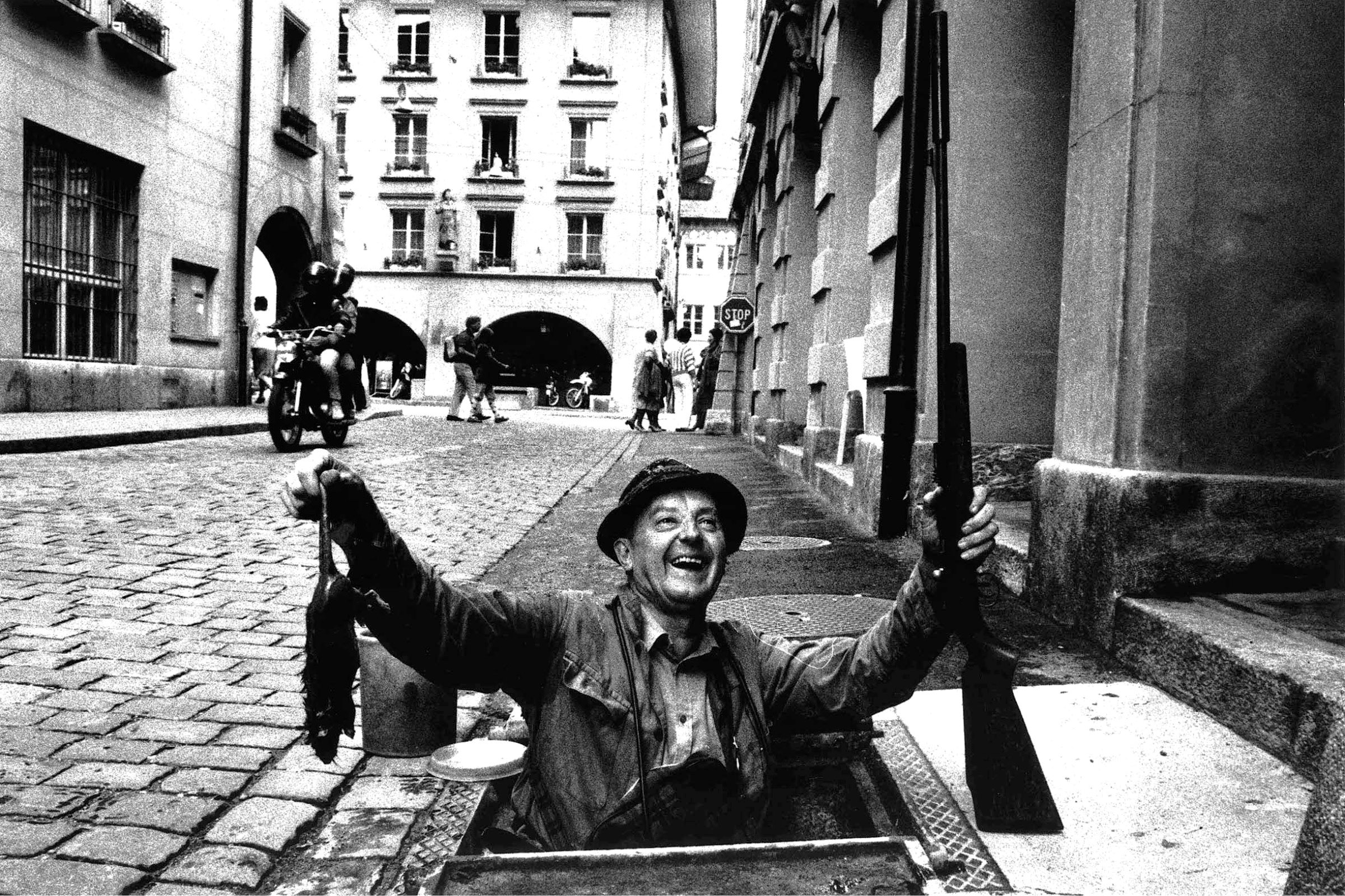
Der Rattenfänger in der Kreuzgasse (1984, Michael von Graffenried)